# Guillaume d'Opava
Guillaume d'Opava (tchèque : Vilém Opavský; né vers 1410 – 15 aout 1452) est un membre de la lignée d'Opava de la dynastie des Přemyslides. Il fut duc d'Opava de 1433 et duc de Münsterberg en 1443 jusqu'à 1452.

## Origine
Guillaume d'Opava est le fils de Przemko Ier d'Opava († 1433) et de sa seconde épouse, Catherine de Münsterberg († 1422)  (polonais: Ziębice), fille de Bolko III de Ziębice.
Son père meurt en 1433, en laissant cinq fils nés de ses trois mariages. Le plus vieux des frères 
Venceslas II assume la régence pour le compte de ses jeunes demi-frères Guillaume, Ernest et Przemko II l'Aîné, pendant que le frère germain cadet de Venceslas Nicolas IV se proclame seigneur de Zlaté Hory. Bien que leur père ait stipulé dans ses dernières volontés que le duché devait demeurer en indivision avec ses fils comme corégents, les frères décident de diviser leur patrimoine vers 1435.  Guillaume et  Ernest reçoivent une part du duché d'Opava; Głubczyce est détache en faveur de  Venceslas.  Le plus jeune frère, Przemko II, destiné à une carrière ecclésiastique ne reçoit aucun domaine.  Le duché d'Opava se trouve désormais fragmenté et ses revenus ne permettent plus de faire face au train de vie de Guillaume qui devient un « baron brigand ».

## Duc de Münsterberg
En 1440 Hynek Krušina de Lichtenburg acquiert les droits sur le  duché de Münsterberg et épouse ensuite Anna de Koldice, la veuve du précédent détenteur du fief, Půta III de Častolovice. Les États du duché refusent de le reconnaitre comme leur souverain et après de longues négociations ils élisent Guillaume d'Opava comme leur nouveau duc. Les droits de Guillaume sur Münsterberg sont liés à deux relations familiales: sa mère est la sœur de 
Jean de Ziębice, le dernier duc de  Münsterberg de la dynastie Piast tué en combattant les Hussites en 1428, et il a épousé Salomé, une fille de Půta III de Častolovice, qui était le détenteur légal du titre de duc  de Münsterberg jusqu'à sa mort en 1434. Guillaume accepte son élection et se métamorphose de baron-brigand à défenseur de la paix. 
Avec les ducs NIcolas V († 1452) de Krnov, Przemyslas II de Cieszyn et Henri IX de Żagań-Głogów il combat comme capitaine de Wrocław contre les bandits de grands chemins et la barons brigands qui infestent la Silésie. En 1443, il forme une alliance avec l'archevêque Conrad de Wrocław et les ducs de Wrocław, Jawor et Legnica contre Hynek Krušina de Lichtenburg.  Bien que Hynek ne renonce jamais à ses droits sur  Münsterberg, le conflit est résolu en 1444 et le duché de Münsterberg est accordé à Guillaume à l'exception du  district de Ząbkowice Śląskie car les habitants de cette région avaient massivement combattu aux côtés d'Hynek durant le conflit et ce dernier obtient de conserver ce district.

## Successions
En 1451, Guillaume transfère ses droits sur le duché de Münsterberg à son frère Ernest, en échange de la part de 1/3 que ce dernier détenait sur le Duché d'Opava. Comme Guillaume avait reçu une autre part de 1/3 
lors du partage de l'héritage de son père en 1435, il contrôlait désormais 2/3 d'Opava. Guillaume meurt en 1452. Son frère Ernest prend la régence des enfants mineurs de Guillaume
. En tant que tel il vend la part de  2/3 d'Opava de son frère à Bolko V du Opole, 
en 1454. Le 8 mars 1456, Ernest vend le duché de Münsterberg à Georges de  Poděbrady,
qui  est élu roi de Bohême en 1458.  Georges acquiert la part de 1/3 restant du duché d'Opava après la mort de 
Bolko en 1460 à son frère Nicolas Ier d'Opole et en 1464, il achète les deux autres tiers à Opole à Jean II, réalisant ainsi un accroissement considérable de son influence dans la région. Guillaume était mort depuis 1452 et inhumé dans l'église du Saint-Esprit d'Opava

## Union et postérité
Vers 1435 Guillaume  épouse  Salomé (†  26 février 1489), une fille d'un noble de l'est du royaume de Bohême,  Půta III de Častolovice et de son épouse, Anne, fille d'Albert de Koldice.  Ils ont les enfants suivants:
- Frédéric
- Venceslas III
- Przemko III le Jeune
- Catherine (vers 1443– † 14 avril 1505), épouse vers 1460 de Jean II le Fou duc de Żagań
- Anne (vers 1448 † 15 aout 1515), abbesse du Sainte-Hedwige de Trzebnica le 24 juillet 1469.

## Source de la traduction
- (en) Cet article est partiellement ou en totalité issu de l’article de Wikipédia en anglais intitulé « William, Duke of Opava » (voir la liste des auteurs).